# Ameroseius cavernosus
Ameroseius cavernosus es una especie de ácaro del género Ameroseius, familia Ameroseiidae. Fue descrita científicamente por Westerboer en 1963.
Esta especie habita en Eslovaquia.